# Lidziya Hrafeyeva
Lidziya Hrafeyeva, née le 14 décembre 1985, est une fondeuse et biathlète handisport biélorusse.

## Palmarès

### Jeux paralympiques d'hiver
- Jeux paralympiques d'hiver de 2018
  -  Médaille de bronze en Biathlon 6 km (assise)